# 神田連雀亭
神田連雀亭（かんだれんじゃくてい）とは、東京都千代田区神田須田町にある寄席。二ツ目の落語家・講談師専用の定席として運営されている。

## 概要
2014年10月11日に落語家古今亭志ん輔のプロデュースにより開設されたコンパクトな寄席。オーナーは加藤伸。座席数は38名。立ち見は不可。高座は、奥に向かって狭くなる３角形をしており、上手側（客席から見て右側）が楽屋になっている。席亭やスタッフはおらず、出演者自身が呼び込み、受け付け、開演時の案内などを行う。高座と客席が極めて近く、臨場感がある会場として知られる。また二つ目や若手真打が会を開くのにちょうどよい収容客数であるため、独演会や勉強会などが行われることも多い。
2017年8月、古今亭志ん輔のブログにて、連雀亭存続の可否についての議論が行われていることが明かされた。
2017年10月の東京かわら版に広告が掲載され、2017年9月をもって古今亭志ん輔が連雀亭の運営から退き、今後はビルオーナーと二ツ目による委員会にて運営してゆくことが発表された。また2017年10月・11月、設備メンテナンスのため、連雀亭の営業が休止されることが発表された。
2017年12月1日より営業を再開した。
2020年、新型コロナ感染予防に関する政府の緊急事態宣言とそれに伴う営業自粛要請を受け、3月28日～6月30日は休席（休館)となった。
7月1日から感染防止の対策を講じ、定員を限定した上で昼席のみ興行を再開。夜席は貸席のみ10月1日より興行を再開、日替わり夜席は引き続き休席中である。
2023年11月28日、高座前のアクリル板と受付前に置かれていた入場時の体温測定器が撤去された。
一部の番組は、産経らくご「神田連雀亭オンライン寄席」で配信されている。
複数の団体の若手演者が混合されての興行形態は、寄席定席に出演せずそれまで孤立気味だった落語立川流や円楽一門会などの若手が他団体と交流するきっかけを作った。演芸も取材するテレビ東京の篠原裕明は2025年に「連雀亭の出来る以前と以後の世代では、明らかに横のつながりの幅が違っている」と指摘している。

## 公演
原則として、以下のような公演スタイルがある。いずれも開場は開演時間の30分前。
- ワンコイン寄席　毎月１日～２０日の毎日、また２１日から月末までの平日に開催。11:30～12:30の1時間公演で、出演は3人。木戸銭は500円。
- きゃたぴら寄席　毎月１日～２０日の毎日開催。13:30～15:00の1時間半の公演で、出演者は4人。木戸銭は1,000円。4日間、4人の出演者が出演順を順番に変えて開催するため、きゃたぴら寄席と名付けられた。また毎月１７日～２０日の４日間は、講談師３人が出演する。公演時間、木戸銭は同じ。
- 日替わり寄席　毎月21日～月末までの平日に開催。13:30～15:00の1時間半の公演で、出演者は4人。木戸銭は1,000円。きゃたぴら寄席とは違い、出演者はランダムで決まる。
- 日替わり寄席（夜席）　毎月１日～２０日の貸席がない日に開催。19:00～20:30の1時間半の公演で、出演者は4人。木戸銭は1,000円。
- またこれ以外に、二つ目が自主的に行う会の会場として貸出されている。

## 出演
二つ目やそれに相当する芸歴の落語家・講談師・浪曲師のうち希望した者が出演する。元来、落語協会、落語芸術協会、五代目圓楽一門会、落語立川流、講談協会、日本講談協会の計6派が出演していたが、現在は上方落語協会や日本浪曲協会、それにフリーの落語家も出演している。本人の希望に基づくため、二つ目でも出演（参加）しない演者も存在する。
原則、真打になると卒業するルールとなっていたが、2024年、一部会員の自主退会と新会員の加入が発表された。
◎は大番頭、○は番頭。
落語協会
- 林家なな子
- 吉原馬雀○
- 入船亭遊京
- 金原亭馬久
- 三遊亭ふう丈
- 柳家小はぜ
- 入舟辰乃助
- 林家あんこ
- 春風一刀
- 柳家小もん
- 春風亭一花
- 柳家緑助
- 橘家文吾
- 柳家あお馬
- 柳亭市好
- 林家やま彦
- 林家きよ彦
- 春風亭与いち

落語芸術協会
- 桂竹千代
- 昔昔亭喜太郎
- 瀧川鯉白
- 春風亭昇羊
- 桂鷹治
- 三遊亭遊かり
- 古今亭今いち
- 立川幸之進
- 桂伸べえ
- 笑福亭希光
- 春風亭橋蔵
- 桂笹丸
- 春風亭昇市
- 柳亭信楽
- 三遊亭吉馬
- 瀧川鯉舟
- 三遊亭金の助
- 桂伸しん
- 桂竹紋
- 春風亭昇りん
- 春風亭昇咲
- 桂小右治
- 瀧川鯉三郎

五代目圓楽一門会
- 三遊亭鯛好
- 三遊亭楽八
- 三遊亭らっ好
- 三遊亭兼太郎
- 三遊亭ぽん太
- 三遊亭栄豊満
- 三遊亭鳳月
- 三遊亭好志朗
- 三遊亭好青年

落語立川流
- 立川志のぽん
- 立川志の彦
- 立川談吉
- 立川志の太郎
- 立川吉笑
- 立川がじら
- 立川らく人
- 立川笑二
- 立川寸志○
- 立川志ら鈴
- 立川志の麿
- 立川だん子
- 立川志ら門
- 立川只四楼

上方落語家(多くは上方落語協会所属)
- 笑福亭喬介
- 笑福亭呂好
- 露の眞
- 露の紫
- 月亭天使
- 桂華紋
- 桂紋四郎

講談協会
- 田辺いちか

日本講談協会
- 神田紅佳
- 神田紅純

日本浪曲協会
- 東家一太郎
- 東家孝太郎
- 港家小ゆき
- 国本はる乃
- 真山隼人

フリー
- 三遊亭はらしょう

## 卒業者
- 柳家㐂三郎
- 柳家さん花
- 田辺銀冶
- 三遊亭律歌
- 林家はな平
- 三遊亭小笑
- 笑福亭羽光◎
- 玉川太福○
- 春風亭柳雀
- 春風亭昇也
- 三遊亭好一郎
- 柳家福多楼
- 桂翔丸
- 春風亭吉好
- 錦笑亭満堂
- 桂優々
- 三代目松林伯知
- 林家つる子
- 四代目宝井琴凌○
- 雲龍亭雨花
- 立川らく兵
- 柳家花ごめ
- 柳家花飛
- 柳家吉緑
- 神田こなぎ
- 瀧川鯉津
- 瀧川鯉丸

## 連雀亭トレカ
2016年9月、連雀亭出演者と卒業生が描かれたトレーディングカードが発売された。カードの表側には落語家、講談師のイラスト、裏面には顔写真とプロフィール、経歴などが書かれている。券種は、連雀亭出演者・卒業生92種と古今亭志ん輔1種の計93種。すべて同じ枚数が製作されており、レアカードなどの設定はない。販売価格は1枚100円。カードは1枚ずつ目隠しの二つ折りの紙とともにセロファンの袋に封入されている。この目隠しの紙はリクエスト購入カードを兼ねており、この紙を10枚集めると、好きなカードを1枚購入できる（交換ではなく、選んで購入することができる）。2016年9月4日開催の落語協会主催イベント「謝楽祭」の古今亭志ん輔のブースで先行発売された。翌日9月5日より連雀亭の窓口での販売が開始された。